# سيدي السائح
يحدها غربا بلدية قصر بن غشير
منطقة السائح هي أحد ضواحي مدينة طرابلس، وكانت في السابق تتبع شعبية تاجوراء والنواحي الأربعة إلى أن تم ضمها للعاصمة طرابلس عام 2007 تبعد عن وسط مدينة طرابلس حوالي 47 كيلو متر تحدها شمالًا وادي الربيع وجنوبا سوق الخميس امسيحل وشرقا منطقة الزطارنة وغربا اسبيعة وهي تتبع محافظة طرابلس الكبرى الدائرة 18 وطبيعة المنطقة الرعوية وارضها المنبسطة تجعل منها مكانا مناسبا للسكن ويصل تعداد سكانها حسب آخر تعداد في سنة 2013 حوالي 70 ألف نسمة. 